# Восточно-Словацкий край

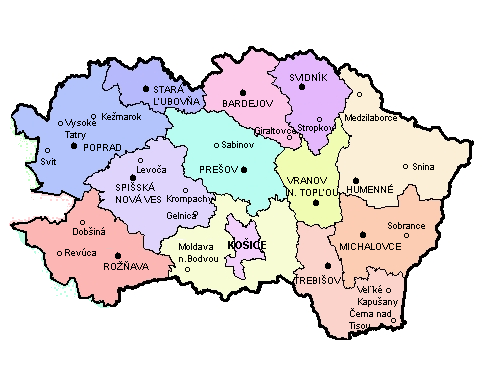
Карта Восточно-Словацкого края с районами и наиболее важными городами

Восточно-Словацкий край, Восточно-Словацкая область (словац. Východoslovenský kraj) — бывшая высшая единица административно-территориального деления Чехословакии. Существовал в 1960—1969 и 1971—1990 годах. Он охватывал примерно территорию бывших Кошицкого и Прешовского краёв. Он охватывал самую восточную, наиболее удалённую часть Словацкой социалистической республики и поздней Чехословацкой социалистической республики, имея внутреннюю границу только на западе с Среднесловацким краем. Как единственный чехословацкий край в то время, он граничил с тремя государствами: Польшей на севере, Венгрией на юге и Советским Союзом (сегодня Закарпатская область Украины) на востоке. Региональным и крупнейшим городом был Кошице (190 000 жителей в 1978 году), вторым по величине городом был Прешов (70 000), а третьими по величине были тогда одинаково населенные районные города Попрад и Спишска-Нова-Вес (30 000).
Восточно-Словацкий край сначала был разделён на 9 районов, из которых в 1968 году были выделены ещё три района в северной половине края — Стара-Любовня, Свидник и Вранов-над-Топлёу. 1 июля 1969 года в Словакии были упразднены края, а 1 января 1971 года они были восстановлены. В 1971 году город Кошице был выделен в отдельный округ Кошице-место (остальная часть округа стала называться Кошице-видек).
Окончательно старое административное деление было упразднено в Словакии 19 декабря 1990 года, новые края были созданы в 1996 году. На территории бывшего Восточного-Словацкого края были созданы Кошицкий, Прешовский и Банска-Бистрицкий края (небольшая часть).

## География
Восточно-Словацкий край был геоморфологически очень разнообразен — здесь есть высокие горы и горные котловины, обширные холмы и плоские равнины, известняковые и вулканические горы и карст. Здесь находились две крайние высотные точки всей Чехословакии — Герлаховски-Штит (2655 м над уровнем моря) и исток Бодрога (94 м над уровнем моря).
Естественную северную границу региона с Польшей определяли хребты Западных Карпат, высота которых уменьшалась с запада на восток: Высокие Татры, Спишска-Магура и главный хребет Низких Бескид. С запада регион граничил с Низкими Татрами и Словацкими Рудными горами с территорией Словацкого рая, а с юго-запада регион ограничивал Словацкий Карст (простирающийся в Венгрию). Внутри региона находились горные массивы Левочске-Врхи, Чергов, а на востоке — горы Вигорлат. К юго-востоку от региона простиралась северная часть Большой Венгерской низменности, которая здесь называется Восточнословацкой низменностью.
Речная сеть была ориентирована в основном на юг к бассейну Тисы (и далее на Дунай — Чёрное море), где протекали реки Слана, Горнад (с притоками Ториса и Гнилец) и Бодрог (с притоками Ондава и Латорица и их притоками Топля, Лаборец и Уж). Бассейны Горнада и Бодрога были отделены друг от друга грядой Сланских гор. Сама Тиса протекала по короткому пограничному участку в юго-восточной части региона.
Исключением в гидрографии не только края, но и всей Словакии и Западных Карпат была река Попрад, которая протекает с северо-запада края и впадает в Дунаец (который касался территории края в пограничных Пенинах), приток Вислы (бассейн Балтийского моря).
В 1978 году площадь Восточно-Словацкого края составляла 16 179 км² с населением 1 356 066 человек. Средняя плотность населения составляла 84 жителя/1 км².

## Административно-территориальное деление
Почтовые индексы начинались с цифры 0.
Восточно-Словацкий край был упразднён с 19 декабря 1990 года. После создания независимой Словацкой Республики в 1993 году началась работа над новым административным делением государства. С 1 июля 1996 года в Словакии было создано 8 новых краёв. На территории бывшего Восточно-Словацкого края были созданы Кошицкий край и Прешовский край. Часть бывшего Рожнявского района (сегодня Ревуцкий район) стала Банска-Бистрицким краем. В структуре районов также произошли значительные территориальные изменения. Многие города стали их новыми центрами.

### Бывшие районы
| № п/п | Район             | Бывший код | Площадь (км²) | Население (1.1.1978) | Плотность населения (ч/км2) | Изменение административно-территориального деления      |
| ----- | ----------------- | ---------- | ------------- | -------------------- | --------------------------- | ------------------------------------------------------- |
| 1     | Бардеёв           | BJ         | 1008          | 68 831               | 68                          | Без изменений                                           |
| 2     | Гуменне           | HN         | 1906          | 103 716              | 54                          | Гуменне, Медзилаборце, Снина                            |
| 3     | Кошице-место      | KE         | 207           | 191 015              | 923                         | Вновь образован из 5 городских районов                  |
| 4     | Кошице-видек      | KS         | 1571          | 97 528               | 62                          | Переименован в Кошице-Околье                            |
| 5     | Михаловце         | MI         | 1312          | 105 074              | 80                          | Михаловце, Собранце                                     |
| 6     | Попрад            | PP         | 1963          | 131 169              | 67                          | Кежмарок, Попрад                                        |
| 7     | Прешов            | PO         | 1414          | 174 826              | 124                         | Прешов, Сабинов                                         |
| 8     | Рожнява           | RV         | 1619          | 84 607               | 52                          | Рожнява, Ревуца                                         |
| 9     | Спишска-Нова-Вес  | SN         | 1529          | 136 644              | 89                          | Гелница, Левоча, Спишска-Нова-Вес                       |
| 10    | Стара-Любовня     | SL         | 622           | 41 402               | 67                          | Без изменений                                           |
| 11    | Свидник           | SK         | 860           | 39 555               | 46                          | Стропков, Свидник                                       |
| 12    | Требишов          | TV         | 1320          | 115 398              | 87                          | Изменения только в площади и количестве муниципалитетов |
| 13    | Вранов-над-Топлёу | VV         | 848           | 66 301               | 78                          | Изменения только в площади и количестве муниципалитетов |